# Vallensbæk Kommune
Vallensbæk Kommune ist eine dänische Gemeinde in der Region Hovedstaden. Sie erstreckt sich über eine Fläche von 9,50 km² im westlichen Vorortbereich von Kopenhagen und Vallensbæk selbst ist Bestandteil der Hauptstadtregion Hovedstadsområdet, nicht jedoch die ländlichen Anteile der Kommune. Außerhalb des geschlossenen Siedlungsgebietes wohnen jedoch nur
598 der 18.322 Einwohner der Kommune (Stand 1. Januar 2025).
Vallensbæk Kommune blieb bei der Verwaltungsreform des Jahres 2007 in vollem Umfang erhalten, arbeitet aber in Verwaltungsangelegenheiten mit der westlich gelegenen Ishøj Kommune zusammen. Dabei wechselte die Kommune vom Københavns Amt in die neue Region Hovedstaden.

## Ortschaften in der Kommune
Die Kommune ist gebietsidentisch mit der Kirchspielsgemeinde (dän.: Sogn) Vallensbæk Sogn. In ihr liegen die folgenden Ortschaften:
| Ortschaft          | Einwohner |
| ------------------ | --------- |
| Vallensbæk         | 17.724    |
| Vallensbæk Landsby | 446       |

## Partnerschaften
Vallensbæk Kommune unterhält seit 2013 eine Partnerschaft mit Wenzhou, China.

## Weblinks

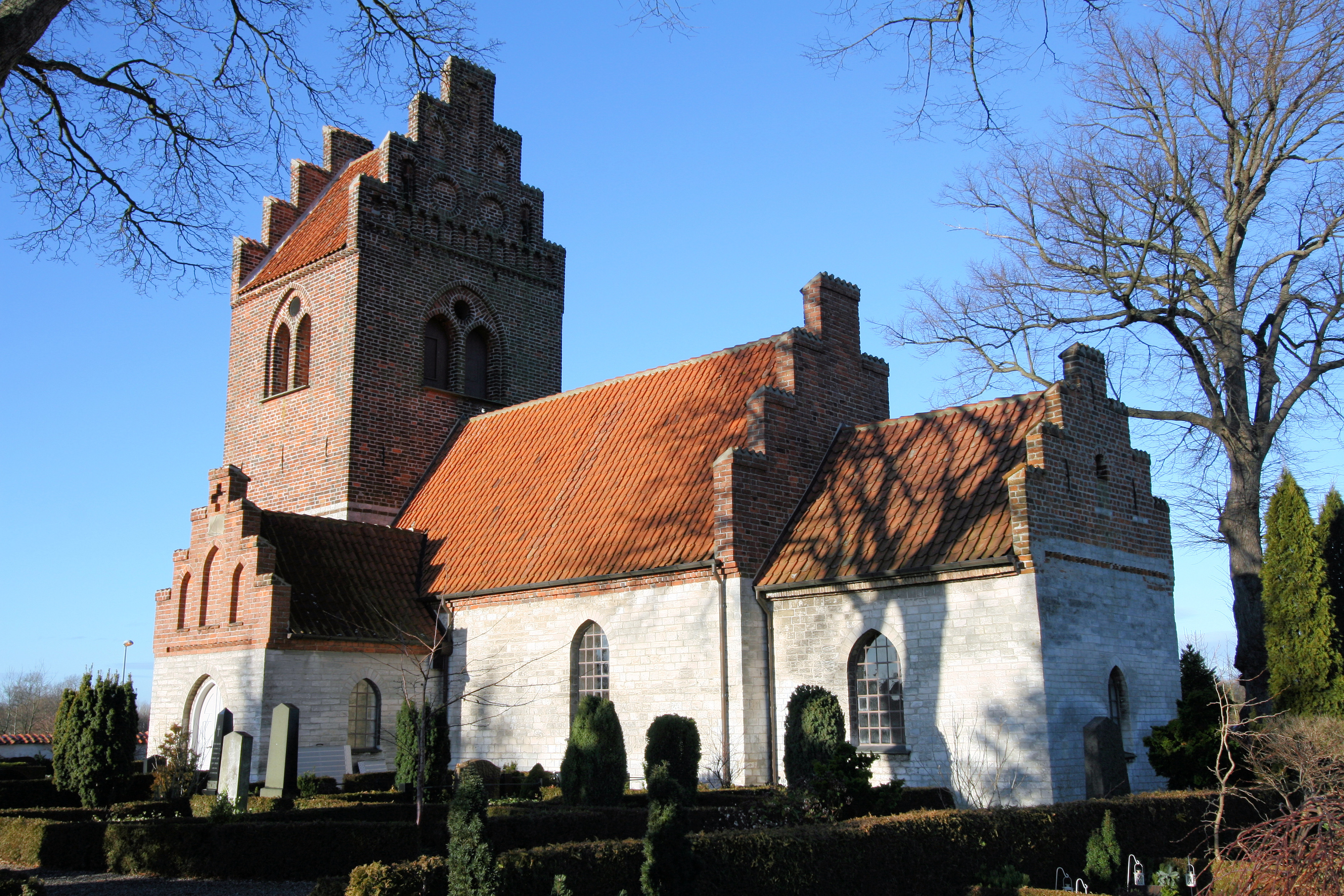
Vallensbaek Kirke

## Persönlichkeiten
- Casper Dyrbye Næsted (* 1996), Skirennläufer
- Nikolai Laursen (* 1998), Fußballspieler